# Zschorlaubach
Der Zschorlaubach ist mit seinem Quellfluss, dem Filzbach, ein etwa 8 km langer, linker  Nebenfluss der Zwickauer Mulde im Westerzgebirge im Freistaat Sachsen.

## Name
Der Name Filzbach ist aus dem Wort „Filz“ für torfigen / moorigen Boden abgeleitet, auf dem der Bach entspringt. Zschorlaubach leitet sich wie der Ort Zschorlau vom oberfränkischen Wort „zschorlen“ ab, welches das Geräusch eines rauschenden Rinnsales beschreibt.

## Verlauf
Der Zschorlaubach entspringt als Filzbach im Hochmoor des Hartmannsdorfer Forsts bei Lichtenau. In der Nähe des Schneeberger Ortsteils Wolfgangmaßen wird er seit 1485 zu Sachsens zweitältester Talsperre, dem Filzteich aufgestaut. Danach fließt er vorbei an der Fundgrube „Peter und Paul“, kreuzt die Bundesstraße 169, tangiert die Fundgrube „Wolfgangmaßen“ und erreicht den Ort Zschorlau. Im Oberdorf von Zschorlau fließen der Filzbach und der mit dem Goldbächel vereinigte Seifenbach zusammen und werden nun „Zschorlaubach“ genannt. Der Zschorlaubach durchfließt den ganzen Ort Zschorlau, passiert an dessen Ortsende in einem Engtal, dem Gößnitzgrund, das Besucherbergwerk St. Anna am Freudenstein und erreicht vor der Tauschermühle das Stadtgebiet von Aue-Bad Schlema. Im Stadtteil Neudörfel wird der Bach vom Floßgraben gekreuzt, der in einem Trog über ihn hinweg geführt wird (Bild). Danach fließt der Zschorlaubach durch den Ortsteil Auerhammer, wo er in die Zwickauer Mulde mündet.

## Geschichte
Der Filzteich ist der zweitälteste Stausee des Erzgebirges. Durch einen Dammbruch am Filzteich im Jahr 1783 wurden in Zschorlau 4 Häuser total zerstört und 18 Menschen getötet. Nach dem Wiederaufbau des Damms wurde der Filzteich drei Jahre später von Johann Wolfgang von Goethe besucht. Im August 2002 ereignete sich erneut eine schwere Flut entlang des Zschorlaubachs.

## Weiteres
Der Filzteich wurde zwischen 1483 und 1485 als Wasserreservoir für den Schneeberger Bergbau angelegt. Während ein Teil des Wassers oberirdisch über den Filzbach abfließt, gelangt Aufschlagwasser durch Stollen unterirdisch in die Gruben des Schneeberg-Neustädtler Bergbaureviers und fließt über den Marx-Semler-Stolln in die Zwickauer Mulde bei Bad Schlema.